# Selvino
Selvino là một đô thị ở tỉnh Bergamo trong vùng Lombardia của nước Ý, có vị trí cách khoảng 60 km về phía đông bắc của Milano và khoảng 11 km về phía đông bắc của Bergamo. Tại thời điểm ngày 31 tháng 12 năm 2004, đô thị này có dân số 2.045 người và diện tích là 6,4 km².
Selvino giáp các đô thị: Albino, Algua, Aviatico, Nembro.